# Gmina Czerniejewo
Die Gmina Czerniejewo ist eine Stadt-und-Land-Gemeinde im Powiat Gnieźnieński der Woiwodschaft Großpolen in Polen. Ihr Sitz ist die gleichnamige Stadt (deutsch Tscherniejewo, später Schwarzenau) mit etwa 2650 Einwohnern.

## Geschichte
Die Gemeinde wurde 1973/1991 gebildet, sie kam 1999 von der Woiwodschaft Posen an die Woiwodschaft Großpolen.

## Geographie
Die Wrześnica (Wreschnitza) fließt durch die Gemeinde und ihren Hauptort. Die Stadt Posen liegt etwa 30 Kilometer westlich.

## Gliederung
Zur Stadt-und-Land-Gemeinde (gmina miejsko-wiejska) Czerniejewo gehören die Stadt selbst und 14 Dörfer mit Schulzenämtern (sołectwa):
| Name                      | deutscher Name (1815–1918) | deutscher Name (1939–1945) |
| ------------------------- | -------------------------- | -------------------------- |
| Brzózki                   | Birkenau                   | Birkenau                   |
| Czeluścin                 | Czeluscin                  | Albrechtshagen             |
| Gębarzewko                | Ebenfelde                  | Ebenfelde                  |
| Gębarzewo                 | Grünfeld                   | Grünfeld                   |
| Golimowo                  | Golimowo                   | Golm                       |
| Goraniec                  | Dreiort                    | Dreiort                    |
| Goranin                   | Gut Goranin                | Gut Dreiort                |
| Graby                     | Louisenwalde               | Luisenwalde                |
| Kąpiel                    | Kompiel                    | Badenau                    |
| Kosmowo                   | Gut Kossmowo               | Gut Grünfeld               |
| Kosowo                    | Kossowo                    | Sensenfeld                 |
| Lipki                     | Linden                     | Linden                     |
| Nidom                     | Nidom                      | Niederau                   |
| Pakszyn                   | Alt Pakschin               | Petersdorf                 |
| Pakszynek                 | Neu Pakschin               | Neupaskau                  |
| Pawłowo                   | Pawlowo                    | Paulskirch                 |
| Rakowo                    | Ruhfeld                    | Ruhfeld                    |
| Szczytniki Czerniejewskie | Adlig Szczytniki           | Giebelhausen               |
| Żydowo                    | Zydowo                     | Siedau                     |